# Oberbilker Allee 327 und 329

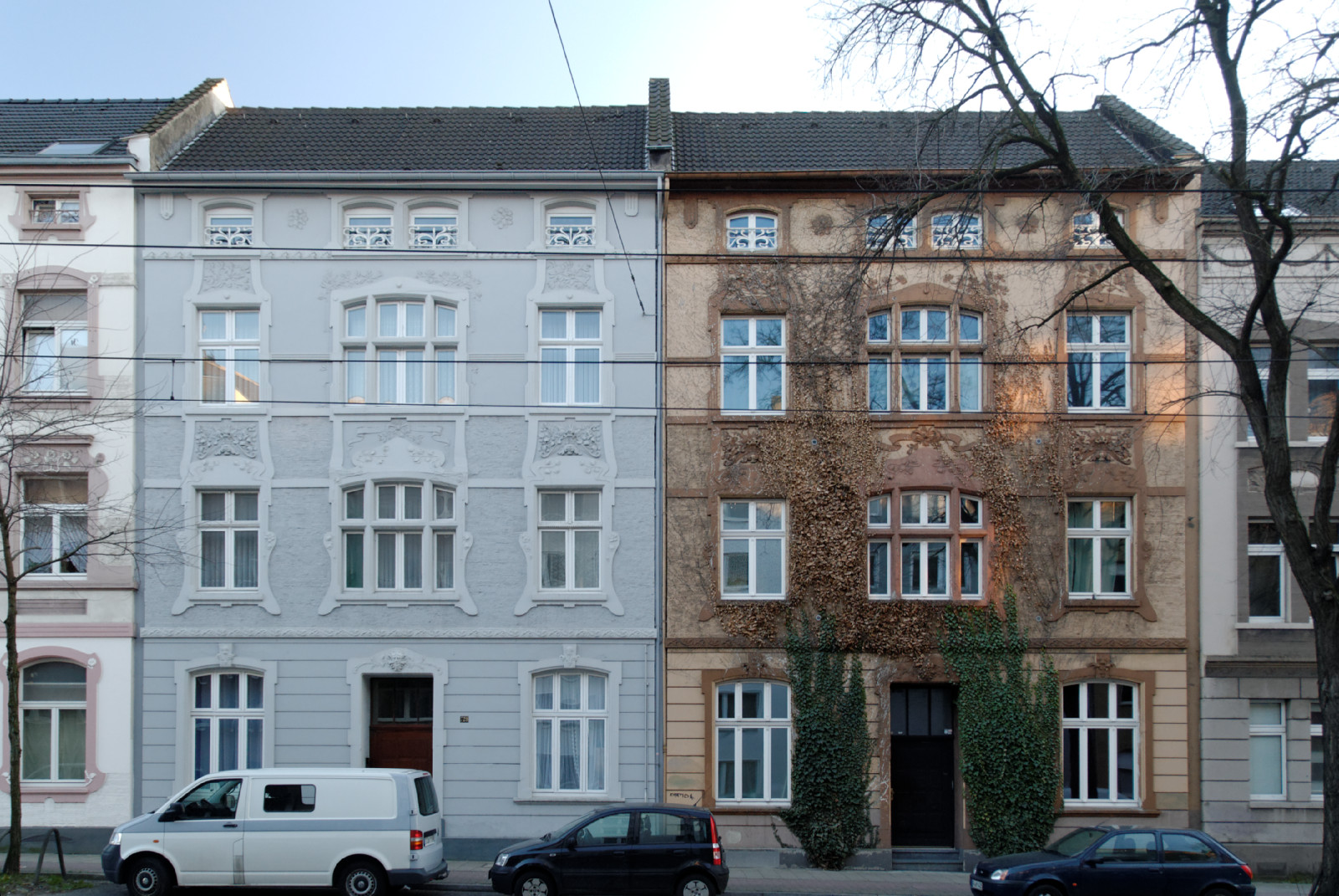
Fassaden

Die Häuser Oberbilker Allee 327 und 329 in Düsseldorf-Oberbilk sind denkmalgeschützte Gebäude. Sie wurden von dem Architekten Friedrich Coppenrath von 1902 bis 1903 mit einer Fassade im Jugendstil erbaut. Die Fassaden sind jeweils in drei Achsen gegliedert. Die Fenster zeigen Putzfaschen mit Ohren. Die Obergeschosse zeigen reichen Jugendstildekor.